# Florence (Teksas)
Florence je grad u američkoj saveznoj državi Teksas. Prema popisu stanovništva iz 2010. u njemu je živjelo 1.136 stanovnika.